# Verso un'ecologia della Mente
Verso un’ecologia della mente è solitamente considerata l'opera principale di Gregory Bateson, scritta parecchio tempo dopo il precedente Naven. 
Il saggio, "un non libro per eccellenza"  raccoglie contributi abbastanza disomogenei di psicologia, antropologia, epistemologia (nell'accezione anglosassone, da intendere come filosofia della conoscenza), cibernetica, ecologia, arricchiti da dialoghi e abbondanti citazioni letterarie.

## Struttura del saggio
Bateson definisce il libro (nell'introduzione) una "raccolta di saggi e conferenze". Nella prefazione afferma "Il libro contiene quasi tutto ciò che ho scritto, a eccezione di lavori troppo lunghi per esservi inclusi". Sempre nella prefazione, dichiara quattro argomenti e ne elenca sette: "i temi di cui mi sono occupato si possono dividere in quattro categorie: l’antropologia, la psichiatria, l’evoluzione biologica e la genetica, e infine la nuova epistemologia che scaturisce dalla teoria dei sistemi e dall’ecologia."

In pratica Verso un’ecologia della mente è un'opera complessa che affronta svariati temi.
Afferma sempre Bateson nell'introduzione: 
Aggiunge poi 
Il "metodo" adottato da Bateson è pure espresso nella Introduzione:
"Vorrei farle una domanda…" "Sì?…" "Be’... lei vuole proprio che noi impariamo quello che ci sta raccontando?". 
Ebbi un attimo di esitazione, ma egli riprese subito: "Oppure tutto questo è una specie di esempio, un’illustrazione di qualcos’altro?" 
"Certo, proprio così!"»
In effetti, dice ancora Dal Lago: "...Bateson parla e scrive sempre d'altro — ciò che è evidente soprattutto nei metaloghi, il cui tema non è quello dichiarato nel titolo, ma emerge, indipendentemente dalle intenzioni dei parlanti, nella loro relazione. Infatti, l'altro a cui Bateson rimanda incessantemente, e che lo previene dallo scrivere dei veri libri e dei veri saggi, è costituito dalle relazioni, e cioè da quei legami che uniscono le singole parti di un organismo, di un sistema vivente o sociale, all'intero."
Nel merito, il saggio è suddiviso in sei parti.
PARTE I. METALOGHI
PARTE II. FORMA E STRUTTURA IN ANTROPOLOGIA
PARTE III. FORMA E PATOLOGIA DELLA RELAZIONE
PARTE IV. BIOLOGIA ED EVOLUZIONE
PARTE V. EPISTEMOLOGIA ED ECOLOGIA
PARTE VI. CRISI NELL'ECOLOGIA DELLA MENTE

### I metaloghi
La definizione di metalogo viene fornita nella seconda edizione di "Verso un'ecologia della mente".

La definizione di Bateson lascia qualche dubbio. Secondo A. M. Sobrero
(Alberto M. Sobrero, "L'antropologia dopo l'antropologia")

### Forma e struttura in antropologia
Questa parte ha un approccio antropologico, in particolare essa parte dal concetto (ripreso da "Naven") di Schismogenesi per indagare gli scambi culturali. Da "Naven" vengono anche ripresi i concetti di "relazione simmetrica" e "relazione complementare" i quali verranno poi usati ampiamente nel seguito del libro.
La discussione però diventa molto ampia, al punto che A. Del Lago afferma riguardo al paragrafo conclusivo: Stile, grazia e informazione nell'arte primitiva, ad esempio, parla ben poco di arte primitiva e di stile, ma è invece una straordinaria digressione sul mito occidentale della coscienza."

### Forma e patologia della relazione
Questa è la parte centrale del libro, densa di contenuti relativi alla psichiatria, in particolare qui si trovano:
- I processi di apprendimento e il deutero-apprendimento ('apprendere ad apprendere')
- una teoria della schizofrenia basata sul double bind (doppio vincolo)
- Le categorie logiche dell'apprendimento e della comunicazione (i tipi logici).

### Biologia ed evoluzione
Questa parte è abbastanza compatta, composta di due saggi sull'evoluzione biologica: il primo parla del ruolo del cambiamento somatico nell'evoluzione, e riabilita Lamarck; il secondo saggio si interessa alla comunicazione dei cetacei, con particolare attenzione ai delfini.

### Epistemologia ed ecologia
Questa parte prova a tirare un po' le fila ed a dare un'idea di come l'epistemologia di Bateson possa portare all'ecologia della mente.
Ciò che Lamarck fece fu di capovolgere quella catena. Egli osservò che sotto la pressione dell'ambiente gli animali cambiavano; egli naturalmente aveva torto nel credere che quei cambiamenti fossero ereditari, ma comunque essi erano per lui la prova dell'evoluzione. Quando ebbe capovolto la scala, ciò che era stata la spiegazione, cioè la mente al vertice, ora diveniva ciò che si doveva spiegare: il suo problema era di spiegare la Mente.»
("Forma, sostanza e differenza")

### Crisi nell'ecologia della mente
Questa parte comincia con la descrizione della Trattato di Versailles alla fine della prima guerra mondiale (1919). “La storia è quell'incubo da cui non ci si sveglia”, afferma Bateson, citando Joyce .
Poi Bateson racconta l'altro:
("Da Versailles alla cibernetica")
.
Il testo termina con un'analisi della crisi:
("Le radici della crisi ecologica")
.

## Il seguito
I concetti espressi nel saggio sono ripresi nelle opere successive di Bateson (e della figlia, Mary Catherine Bateson).
"Mente e Natura" fornisce un glossario della terminologia di Bateson, e cerca di mettere assieme quelli che inizialmente per Bateson erano due libri, uno sull'evoluzione e un altro sull'apprendimento.
"Dove gli angeli esitano" si spinge invece in quell'area delicata, che Bateson in precedenza aveva affrontato in modo obliquo, riguardante il sacro.